# Mensjevik

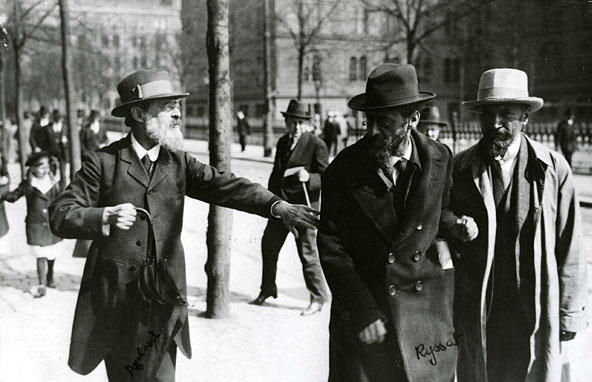
Mensjeviker vid Norra Bantorget i Stockholm i maj 1917: Pavel Akselrod, Julij Martov och Aleksandr Martynov.

Mensjeviker, även kallade minimalister, kallades "högerflygeln" inom Rysslands socialdemokratiska arbetareparti efter partisplittringen 1903. Mensjevikerna förespråkade, till skillnad från de revolutionära bolsjevikerna, att arbetarklassen genom sitt numerära överläge skulle ta makten i ett parlamentariskt system.
Dessa motsatte sig på partikongressen i London 1903 Lenin-fraktionens maximalprogram och såg partiets främsta och närmaste mål i att i samarbete med andra revolutionära partier åstadkomma ett demokratiskt statsskick i Ryssland. Förespråkare för detta minimalprogram kallades minimalister. Då de under kongressens slutskede råkade i en obetydlig minoritet, tilldelades de även benämningen mensjeviker (av ryskans меньшевик [mʲɪnʲʂᵻˈvʲik]), det vill säga minoritetsmän. Trots att de i fortsättningen ägde majoritet såväl inom partiledningen som på kongresserna, bland annat på Stockholm-kongressen 1906, blev namnet mer häftat vid dem. Mensjeviker bildade ursprungligen inte någon fraktion utan var sammanslutna i smärre grupper kring sina ledande män, Pavel Akselrod, Georgij Plechanov, Julij Martov med flera. Under revolutionen 1905–1907 tog mensjevikerna avstånd från våldsåtgärder, hälsade med tillfredsställelse 1905 års konstitution och deltog därefter i dumans arbete; 1912 bröt bolsjevikerna helt med partiet.
Revolutionen i mars 1917 gav mensjevikerna en ledande ställning och under sommaren samma år ingick representanter för dem i Kerenskijs koalitionsregering. Efter revolutionen i november samma år utsattes mensjevikerna för häftiga påtryckningar från den nya regeringens sida. År 1920 upplöstes det socialdemokratiska partiet i Ryssland, men det fortsatte sin verksamhet utomlands. Dess centrum var 1920–1933 förlagt till Tyskland, sedan 1933 till Frankrike.